# Leontodon hispidus
Il dente di leone comune (nome scientifico Leontodon hispidus L., 1753) è una specie di pianta angiosperma dicotiledone della famiglia delle Asteraceae.

## Etimologia
Il nome del genere (Leontodon) deriva da due parole greche "leon" ( = leone), e "odous" ( = "dente") e si riferisce ai margini dentati delle foglie. L'epiteto specifico (hispidus) è stato dato per la presenza di peli ispidi in varie parti della pianta (soprattutto sulle squame dell'involucro).

Il binomio scientifico della pianta di questa voce è stato proposto da Carl von Linné (1707 – 1778) biologo e scrittore svedese, considerato il padre della moderna classificazione scientifica degli organismi viventi, nella pubblicazione "Species Plantarum" del 1753.

## Descrizione

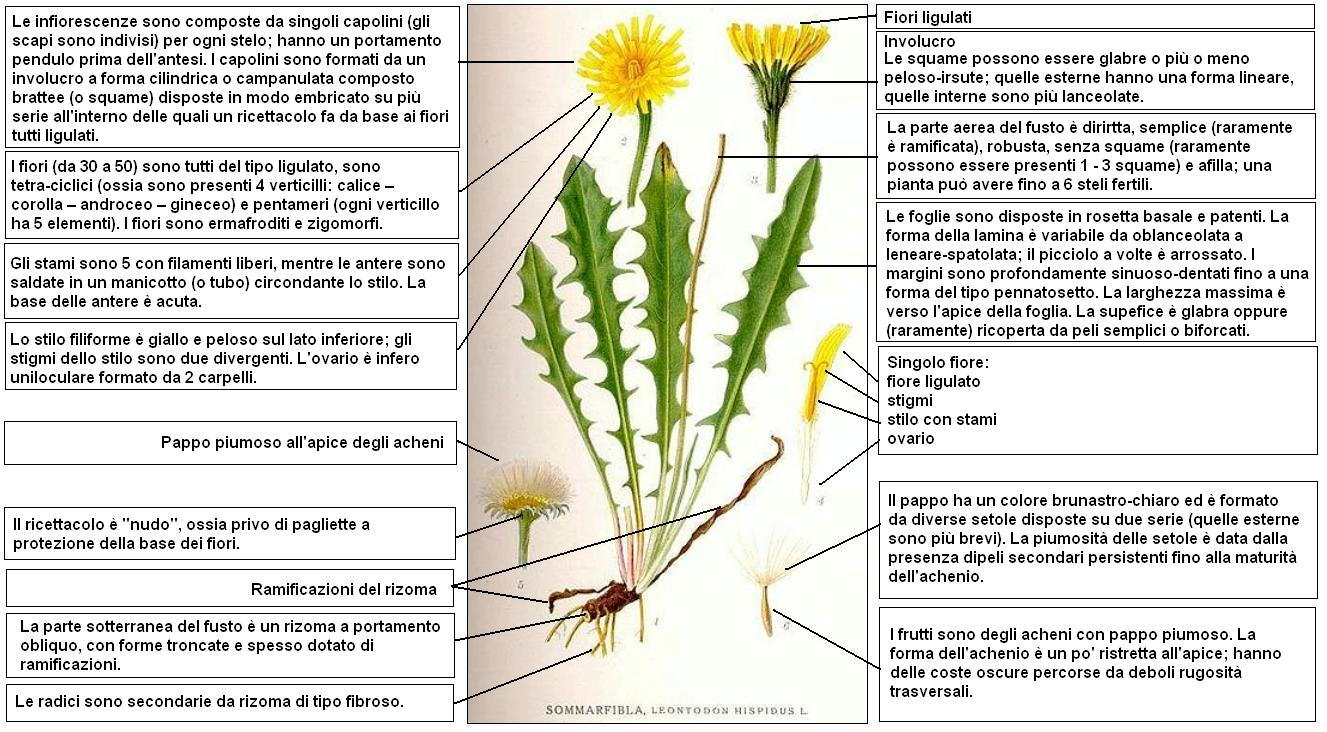
Descrizione delle parti della pianta

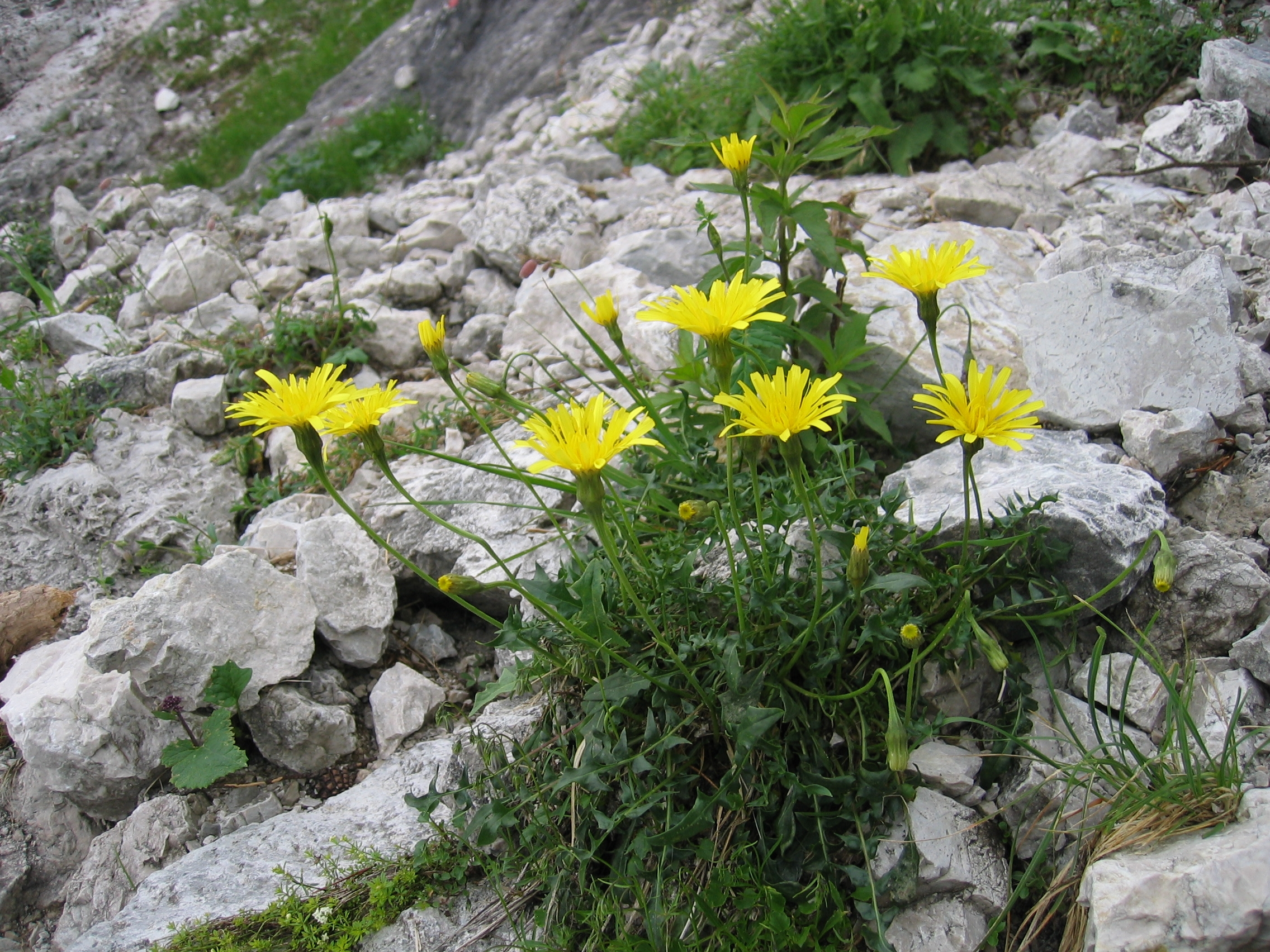
Il portamento

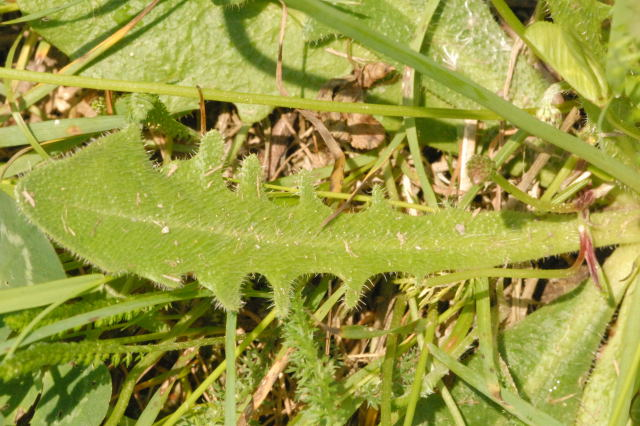
La foglia

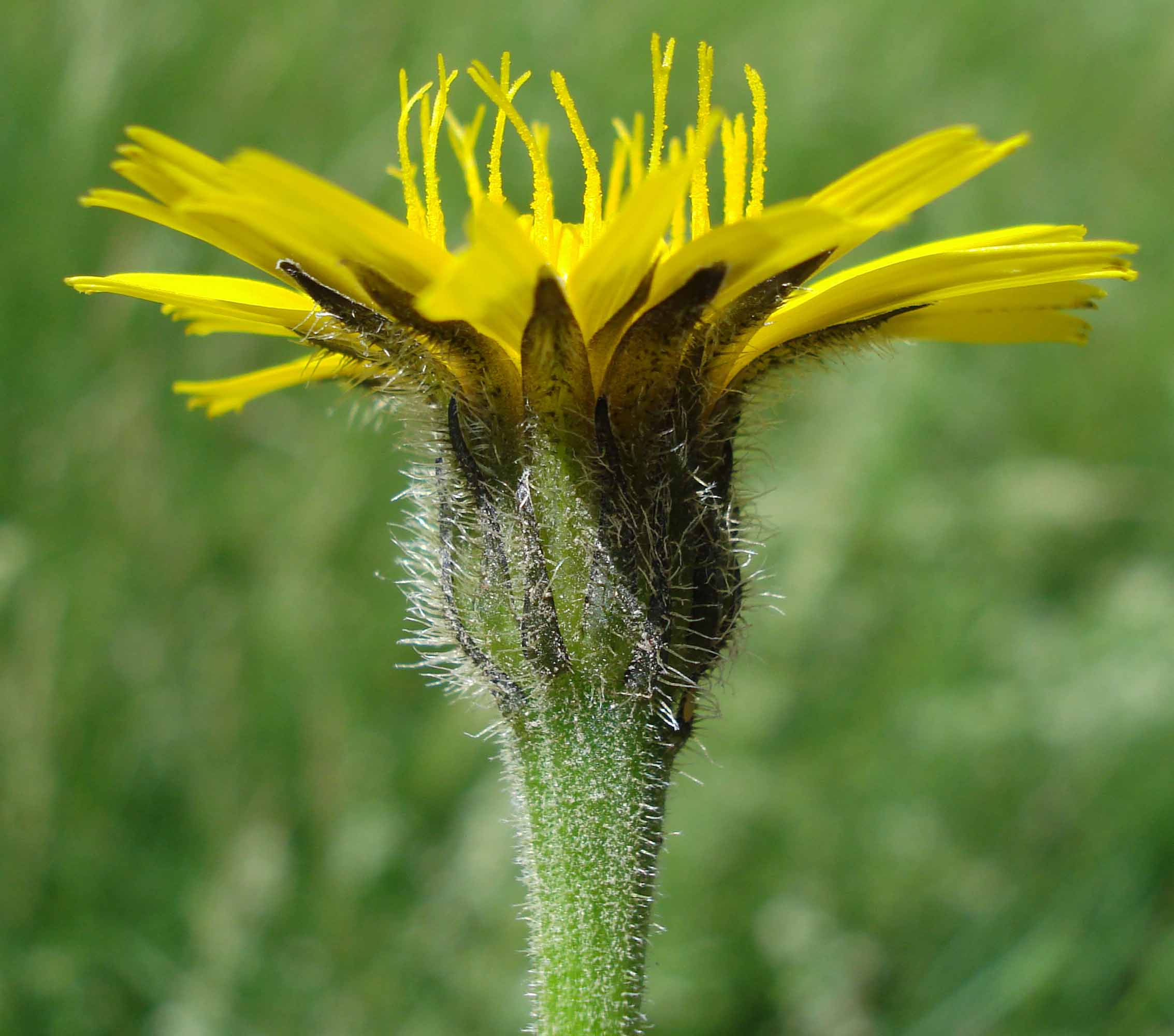
L'involucro

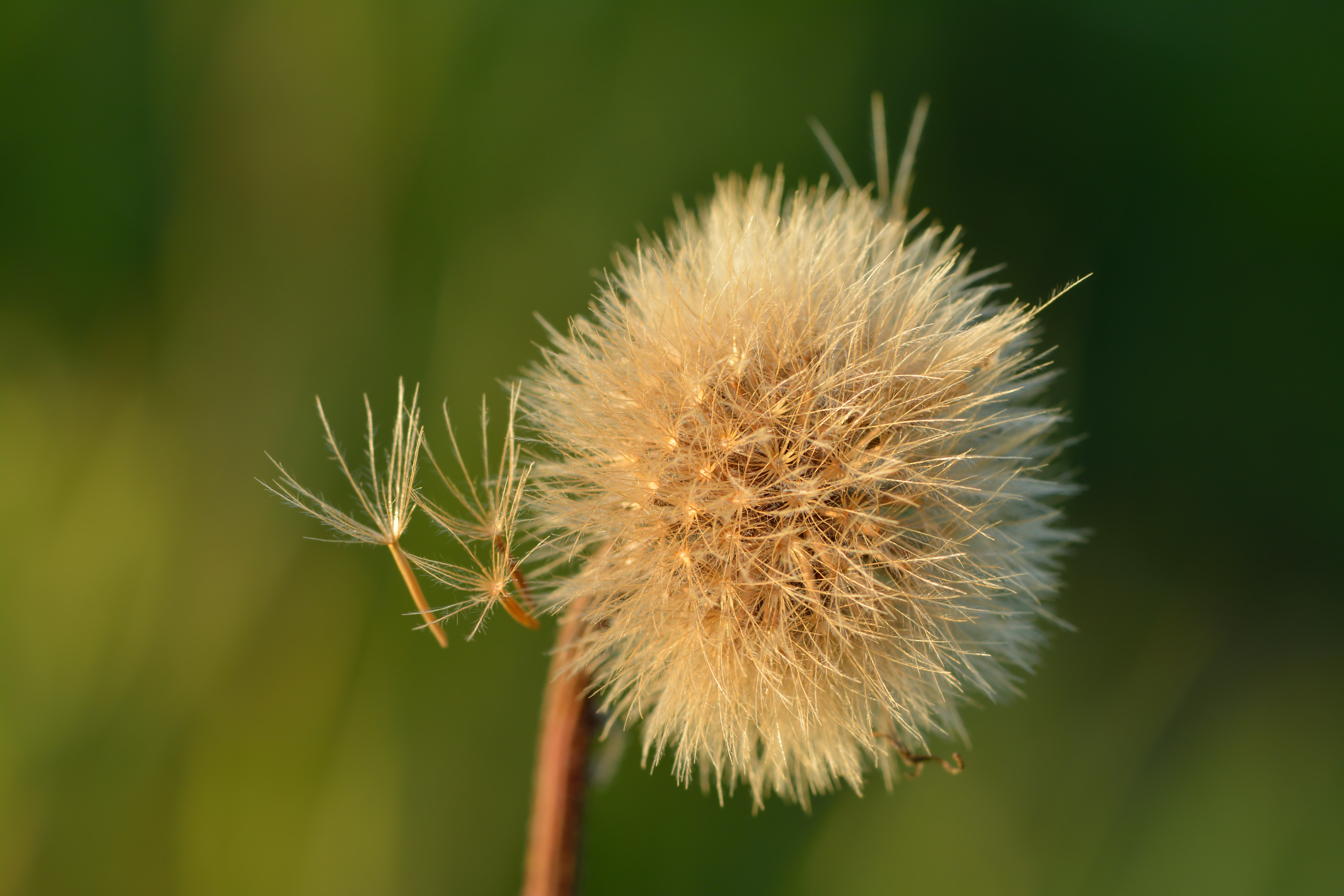
Acheni

Habitus. La forma biologica è emicriptofita rosulata (H ros), ossia sono piante perenni, con gemme svernanti al livello del suolo e protette dalla lettiera o dalla neve e con le foglie disposte a formare una rosetta basale. Alcune parti della pianta sono provviste di latice. La maggior parte di queste piante sono ricoperte da peli stellati.
Radici. Le radici sono secondarie da rizoma e sono di tipo fibroso.
Fusto.
- Parte ipogea: la parte sotterranea è un rizoma a portamento obliquo con apici troncati e spesso dotato di ramificazioni.
- Parte epigea: la parte aerea del fusto è diritta, semplice (raramente è ramificata), robusta, senza squame (raramente possono essere presenti 1 - 3 squame) e afilla; una pianta può avere fino a 6 steli fertili. L'altezza di queste piante varia da 10 a 60 cm.

Foglie. Le foglie sono disposte in rosetta basale ed hanno un portamento patente. La forma della lamina è variabile da oblanceolata a lineare-spatolata; il picciolo a volte è arrossato. I margini sono profondamente sinuoso-dentati fino a una forma del tipo pennatosetto. La larghezza massima è verso l'apice della foglia. La superficie è glabra oppure (raramente) ricoperta da peli semplici o biforcati. Dimensioni delle foglie: larghezza 1 - 2,5 cm; lunghezza 4 – 15 cm.
Infiorescenza.  Le infiorescenze sono composte da singoli capolini per ogni stelo (gli scapi normalmente sono indivisi); hanno un portamento pendulo prima dell'antesi. I capolini sono formati da un involucro a forma cilindrica o campanulata composto da brattee (o squame) disposte in modo embricato su più serie all'interno delle quali un ricettacolo fa da base ai fiori tutti ligulati. Le squame possono essere glabre o più o meno peloso-irsute; quelle esterne (da 10 a 12) hanno una forma lineare, quelle interne (da 12 a 16) sono più lanceolate. Il ricettacolo è nudo, ossia privo di pagliette a protezione della base dei fiori. Diametro del capolino: diametro 2 – 3 cm. Dimensioni medie dell'involucro: larghezza 7 – 13 mm; lunghezza 10 – 15 mm. Dimensioni delle brattee esterne: 1 – 3 mm. Dimensioni delle brattee interne: 6 – 10 mm.
Fiori. I fiori (da 30 a 50) sono tutti del tipo ligulato (il tipo tubuloso, i fiori del disco, presente nella maggioranza delle Asteraceae, qui è assente), sono tetra-ciclici (ossia sono presenti 4 verticilli: calice – corolla – androceo – gineceo) e pentameri (ogni verticillo ha 5 elementi). I fiori sono ermafroditi e zigomorfi.
- Formula fiorale:

*/x K {\displaystyle \infty }, [C (5), A (5)], G 2 (infero), achenio
- Calice: i sepali del calice sono ridotti ad una coroncina di squame.
- Corolla: i petali alla base sono saldati a tubo e terminano con una ligula a 5 denti (è la parte finale dei cinque petali saldati fra di loro). Il colore è giallo-luminoso e più scuro all'apice (di conseguenza i capolini prima dell'antesi nella zona apicale sono neri). Le corolle dei fiori periferici sono arrossate. Lunghezza della corolla: 10 – 15 mm.
- Androceo: gli stami sono 5 con filamenti liberi, mentre le antere sono saldate in un manicotto (o tubo) circondante lo stilo.[19] La base delle antere è acuta.  Il polline è tricolporato.[20]
- Gineceo: lo stilo filiforme è giallo e peloso sul lato inferiore; gli stigmi dello stilo sono due divergenti. La superficie stigmatica posizionata internamente (vicino alla base).[21] L'ovario è infero uniloculare formato da 2 carpelli.
- Antesi: da giugno a ottobre.

Frutti. I frutti sono degli acheni con pappo piumoso. La forma dell'achenio è un po' ristretta all'apice; ha inoltre delle coste oscure percorse da deboli rugosità trasversali. Il pappo ha un colore brunastro-chiaro ed è formato da diverse setole disposte su due serie (quelle esterne sono più brevi). La piumosità delle setole è data dalla presenza di peli secondari persistenti fino alla maturità dell'achenio. Dimensione dell'achenio: 6 – 7 mm.

## Biologia
- Impollinazione: l'impollinazione avviene tramite insetti (impollinazione entomogama tramite farfalle diurne e notturne).
- Riproduzione: la fecondazione avviene fondamentalmente tramite l'impollinazione dei fiori (vedi sopra).
- Dispersione: i semi (gli acheni) cadendo a terra sono successivamente dispersi soprattutto da insetti tipo formiche (disseminazione mirmecoria). In questo tipo di piante avviene anche un altro tipo di dispersione: zoocoria. Infatti gli uncini delle brattee dell'involucro si agganciano ai peli degli animali di passaggio disperdendo così anche su lunghe distanze i semi della pianta.

## Distribuzione e habitat

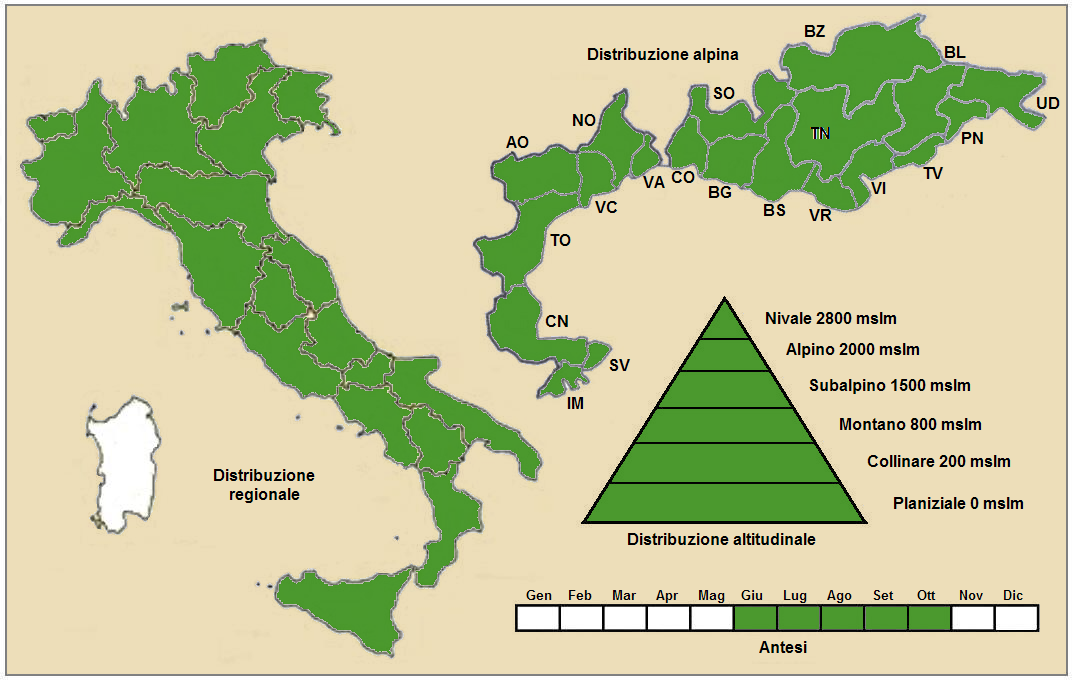
Distribuzione della pianta
(Distribuzione regionale – Distribuzione alpina)

- Geoelemento: il tipo corologico (area di origine) è Europeo-Caucasico.
- Distribuzione: in Italia è comune ovunque (esclusa la Sardegna e rara nella Sicilia). Fuori dall'Italia, in Europa si trova ovunque sia nelle pianure che sui rilievi montani. Fuori dall'Europa si trova nel Vicino Oriente (Anatolia, Transcaucasia e Iraq), mentre in America Settentrionale e in Australia è considerata specie naturalizzata.[2]
- Habitat: questa pianta cresce in ogni ambiente, di preferenza nelle praterie rase, nei prati e nei pascoli aridi, anche se pietrosi. Il substrato preferito è calcareo ma anche siliceo con pH neutro, medi valori nutrizionali del terreno che deve essere mediamente umido.
- Distribuzione altitudinale: sui rilievi queste piante si possono trovare fino a 3.000 m s.l.m.; frequentano quindi tutti i piani vegetazionali oltre a quello planiziale (a livello del mare).

### Fitosociologia

#### Areale alpino
Dal punto di vista fitosociologico alpino l'entità di questa voce appartiene alla seguente comunità vegetale:
Formazione: comunità delle macro- e megaforbie terrestri
Classe: Molinio-Arrhenatheretea
Ordine: Arrhenatheretalia elatioris

#### Areale italiano
Per l'areale completo italiano Leontodon hispidus appartiene alla seguente comunità vegetale:
Macrotipologia: vegetazione delle praterie.
Classe: Molinio-arrhenatheretea Tüxen, 1937
Ordine: Arrhenatheretalia elatioris Tüxen, 1931
Alleanza: Arrhenatherion elatioris Koch, 1926
Descrizione: l'alleanza Arrhenatherion elatioris fa riferimento a prati regolarmente falciati, almeno due volte l'anno (il loro abbandono conduce, spesso anche rapidamente, a fasi di incespugliamento), e concimati in modo non intensivo, su suoli relativamente profondi. Si tratta di comunità floristicamente ricche che sono distribuite dal fondovalle (alta pianura) ai 1000 (1500 m sui pendii soleggiati). L'alleanza Arrhenatherion elatioris è distribuita in Italia settentrionale, nell'Europa centrale atlantica e nelle aree alpine e caucasiche.
Specie presenti nell'alleanza: Arrhenatherum elatius, Achillea roseo-alba, Lolium perenne, Lolium multiflorum, Bromus hordeaceus, Trifolium pratense, Dactylis glomerata, Daucus carota, Poa pratensis, Poa sylvicola, Poa trivialis, Holcus lanatus, Phleum pratense, Anthoxanthum odoratum, Trisetum flavescens, Taraxacum officinale, Pastinaca sativa, Medicago lupulina, Plantago lanceolata, Leontodon hispidus, Ranunculus acris, Ranunculus bulbosus, Salvia pratensis, Pimpinella major e Rumex acetosa.
Altre alleanze per questa specie sono:
- Cirsio-Brachypodion pinnati
- Triseto flavescentis-Polygonion bistortae
- Cerastionbsp;arvensis-Cynosurenionnbsp;cristati
- Poion alpinae

## Tassonomia
La famiglia di appartenenza di questa voce (Asteraceae o Compositae, nomen conservandum) probabilmente originaria del Sud America, è la più numerosa del mondo vegetale, comprende oltre 23.000 specie distribuite su 1.535 generi, oppure 22.750 specie e 1.530 generi secondo altre fonti (una delle checklist più aggiornata elenca fino a 1.679 generi). La famiglia attualmente (2021) è divisa in 16 sottofamiglie.
Il genere Leontodon contiene circa 40 specie, 15 delle quali sono presenti nella flora spontanea italiana.

### Filogenesi
Il genere di questa voce appartiene alla sottotribù Hypochaeridinae della tribù Cichorieae (unica tribù della sottofamiglia Cichorioideae). In base ai dati filogenetici la sottofamiglia Cichorioideae è il terz'ultimo gruppo che si è separato dal nucleo delle Asteraceae (gli ultimi due sono Corymbioideae e Asteroideae). La sottotribù Hypochaeridinae fa parte del "quarto" clade della tribù; in questo clade è posizionata nel "core" del gruppo , vicina alle sottotribù Crepidinae e Chondrillinae.
Il genere di questa voce, nell'ambito della sottostribù occupa il "core" del gruppo, e con i generi Picris e Helminthotheca formano un "gruppo fratello". Ricerche recenti hanno dimostrato che il genere Leontodon nella delimitazione tradizionale è polifiletico. La sezione Thrincia insieme ai generi Picris e Helminthotheca formano una politomia, mentre le due sezioni Leontodon e  Asterothrix formano un "gruppo fratello" monofiletico.
La specie di questa voce appartiene alla sezione Leontodon: questa sezione comprende soprattutto specie europee e anatolico-caucasiche. Il portamento tipico è rappresentato da capolini singoli su steli semplici senza foglie; queste piante, inoltre, hanno un fittone obliquo o trasversale, ramificato e troncato; tutti gli acheni sono simili più o meno muricati (tubercolati) e sempre senza brevi peli rigidi all'apice. Il numero cromosomico predominante di base è x = 7.
I caratteri distintivi per la specie di questa voce sono:
- le foglie hanno una consistenza erbacea;
- i nervi delle foglie sono verdi;
- gli acheni sia interni che esterni sono simili;
- il portamento di queste piante è erbaceo con rizomi obliqui o trasversali (possono essere ramificati e troncati).

Il numero cromosomico di L. hispidus è: 2n = 14.

### Variabilità e sottospecie
La specie di questa voce è polimorfa. I caratteri più soggetti a variabilità sono la forma delle foglie e la pelosità delle brattee dell'involucro. In Italia frequentemente si possono individuare gruppi isolati di Leontodon hispidus con determinate caratteristiche che potrebbero essere scambiati per sottospecie o addirittura specie diverse, che però ad un esame più approfondito si rivelano solo delle varietà locali. L'associazione delle varietà con peli ispidi con stazioni aride e viceversa varietà glabre con stazioni umide non è stata mai dimostrata in modo definitivo; in molti casi uno stesso individuo presenta foglie glabre in giovinezza e foglie ispide in maturità.

Di seguito vengono elencate alcune sottospecie:
- Leontodon hispidus subsp. hastilis (L.) Corb., 1894.

Descrizione: lo scapo è allungato; le foglie, debolmente dentato-lobate, sono glabre (prive di peli biforcuti e peli ispidi).
Distribuzione: Italia, Europa, Anatolia e Transcaucasia.
- Leontodon hispidus subsp. hispidus.

Descrizione: lo scapo è allungato; le foglie, debolmente dentato-lobate, sono pelose o tomentose.
Distribuzione: Italia, Europa, Anatolia e Transcaucasia.
- Leontodon hispidus subsp. montanus  (Ball) Greuter, 2003.

Distribuzione: Spagna, Europa centrale e Romania.
- Leontodon hispidus subsp. opimus  (W.D.J.Koch) Finch & P.D.Sell, 1976.

Descrizione: lo scapo è breve (5 - 20 cm); le foglie, debolmente dentato-lobate, sono glabre; l'involucro è lungo 11 - 14 mm, glabro o subglabro.
Distribuzione: Italia, Europa centrale e Penisola Balcanica.
- Leontodon hispidus subsp. pseudincanus  (Hayek) Soó.

Distribuzione: Ungheria.
Nella "Flora d'Italia", per questa specie, sono indicate alcune sottospecie non riconosciute da tutte le checklist:
- Leontodon hispidus subsp. hyoseroides (Welw. ex Reichenb.) J.Murr (sinonimo di Leontodon hyoseroides Welw. ex Rchb.[32]).

Descrizione: lo scapo è breve; le foglie, pennatosette, sono glabre.
- Leontodon hispidus subsp. dubius (Hoppe) Poir. (sinonimo di Leontodon dubius (Hoppe) Poir.[33]).

Descrizione: lo scapo è breve; le foglie, debolmente dentato-lobate, sono pelose o tomentose.
- Leontodon hispidus subsp. pseudocrispus (Sch. Bip. ex Bisch.) Murr.

Descrizione: lo scapo è breve; le foglie, pennatosette, sono pelose o tomentose.
Altre sottospecie:
- Leontodon hispidus subsp. bourgaeanus (Willk.) Rivas Mart. & Saénz de Rivas, 1980.

Descrizione: gli steli sono semplici; le foglie sono ricoperte da pochi peli stellati sessili e numerosi peli da 2 a 5 rami apicali a gambo lungo; l'involucro è lungo 15-16 mm; le brattee hanno dei peli 2-fidi lunghi, rigidi, semplici e ghiandolari, ma anche peli semplici e morbidi; gli acheni sono lunghi 10-11 mm.
Distribuzione: Penisola Iberica.
- Leontodon hispidus subsp. brumatii (Rchb.) Wraber, 1998.

Distribuzione: Italia e Slovenia.

### Sinonimi
Questa entità ha avuto nel tempo diverse nomenclature. La tabella seguente elenca alcuni tra i sinonimi più frequenti:
- Apargia hispida (L.) Hoffm.
- Hedypnois hispida  (L.) Huds.
- Picris hispida  (L.) All.
- Virea hispida  (L.) Gray

Sinonimi della sottospecie hastilis
- Apargia danubialis  (Jacq.) Scop.
- Apargia hastilis  Host
- Apargia proteiformis  Ambrosi
- Leontodon danubialis  Jacq.
- Leontodon hastilis var. glabratus  W.D.J.Koch
- Leontodon hispidus subsp. glabratus  (F.W.Schultz) Holub
- Leontodon schischkinii  V.N.Vassil.
- Picris danubialis  All.
- Virea hastilis  (L.) Gaertn.
- Virea hispida var. hastilis  (L.) House

Sinonimi della sottospecie hispidus
- Apargia communis  Spenn.
- Apargia hirta  Steud.
- Apargia incrassata  Moench
- Apargia sinuata  Kit.
- Apargia sudetica  Link ex Spreng.
- Apargia vulgaris  Ruthe
- Hieracium incanum  Pollich
- Leontodon asperrimus  Schur
- Leontodon bugeysiacus  Beauverd
- Leontodon calvatus  Schur
- Leontodon chondrillifolius  Scop.
- Leontodon crispatus  Griseb. & Schenk
- Leontodon pavonii  Boiss.
- Leontodon vulgaris  Kitt.
- Picris acaulis  Bernh.

Sinonimi della sottospecie montanus
- Apargia pyrenaica  Sternb. & Hoppe ex Steud.
- Leontodon alpinus  Jacq.
- Leontodon dubius  Hegetschw.
- Leontodon hastilis subsp. montanus  Ball
- Leontodon hispidus subsp. alpicola  (Chenevard) Poldini
- Leontodon hispidus subsp. alpinus  (Jacq.) Finch & P.D.Sell
- Leontodon major  Mérat

### Specie simili
Questa pianta può facilmente essere confusa con la specie Taraxacum officinale  Weber. Le differenze più rilevanti sono nel pappo: il pappo del "taraxacum" è formato da peli semplici (non piumosi); e nelle squame dell'involucro: nel "taraxacum" le squame esterne sono ribattute verso il basso.

## Usi

### Farmacia
Secondo la medicina popolare il dente di leone comune può essere usato per la seguente proprietà medicamentosa:
*diuretica (facilita il rilascio dell'urina).

### Cucina
In ambiente domestico le radici torrefatte di questa pianta possono essere usate come surrogato del caffè. Altre parti commestibili sono le foglie (cotte o crude se giovani).

## Altre notizie
Il dente di leone comune in altre lingue è chiamato nei seguenti modi:
- (DE)  Steifhaariges Milchkraut
- (FR)  Liondent hispide
- (EN)  Rough Hawkbit